# Kováts Ferenc (orvos, 1888–1983)
Székelyudvarhelyi id. Kováts Ferenc (Nagyszeben, 1888. március 30. – Budapest, 1983. november 23.) tüdőgyógyász, Ifj. Kováts Ferenc tüdőgyógyász apja.

## Életrajza
Diplomáját a kolozsvári egyetemen kapta, pályáját a marosvásárhelyi Dollinger Klinikán kezdte, majd Radnóton és Szegeden dolgozott, ahol megalapította az ország első vidéki tüdőgondozóját. Külföldi tanulmányai során dolgozott a francia Pasteur Intézetben is. 1937-ben a Szent János Kórházban kapott állást, majd a Semmelweis Orvostudományi Egyetem klinikájának igazgatója lett. A tuberkulózis elleni küzdelem hazai vezetőinek egyike, a szerves por által okozott kombinált tüdőbetegség első azonosítója, a Korányi Frigyes TBC és Tüdőgyógyász Társaság örökös elnöke, műszertervező, több pulmonológiai módszer meghonosítója. A gyógyításon kívül több ezer orvostanhallgatót tanított. Szabadidejében festett és szobrászkodott.
Az osztrák és francia tuberkulózis-társaság tiszteletbeli tagja. 1954-ben Kiváló Orvos kitüntetésben részesült. 1958-ban és 1961-ben megkapta a Munka Érdemrend arany fokozatát, 1973-ban az Akadémiai Díjat, és munkáját a Szocialista Kultúráért érdemrenddel is elismerték.

## Főbb művei
- Az ambulans légmellkezelés (1929)
- Die Lungenerkrankung der Paprikuspalter (1937)
- A tüdőgümőkór (1945)
- Hogyan gyógyítjuk a tüdővészt (1946)
- A gümőkór (1954)
- Die Toxomycose der Lunge (1965)
- A hörgők betegségei (Nyiredy G.-val, 1966)
- Occupational myotic diseases of the lung (Bugyi B.-zsal, 1968)
- Egészséges élet – derűs öregség. Használati utasítás az élethez (1976)
- Völgyből a hegyre. Egy orvosprofesszor visszaemlékezései (2000)